# Пеледыш
Пеледыш (мар. Пеледыш почиҥга) — деревня в Новоторъяльском районе Республики Марий Эл. Входит в состав Староторъяльского сельского поселения.

## География
Находится в северо-восточной части республики Марий Эл на расстоянии приблизительно 4 км по прямой на восток-юго-восток от районного центра посёлка Новый Торъял.

## История
Изначально на месте деревни действовала мукомольно-крупяная водяная мельница на реке Немда, пущенная ещё до 1918 года и сгоревшая в 1966 году. В 1927 году в деревне числилось 36 человек, в 1939 −100. В 1986 году в деревне насчитывалось 14 хозяйств, 49 человек. В 2002 году в деревне осталось 14 дворов. В советское время работал колхоз «Пеледыш».

## Население
Население составляло 16 человек (мари 100 %) в 2002 году, 7 в 2010.